# 補酵素B
補酵素B（ほこうそB、Coenzyme B）はメタン菌が酸化還元反応をするとき必要とする補酵素である。化学名は、7-メルカプトヘプタノイルトレオニンリン酸（7-mercaptoheptanoylthreonine phosphate）で、反応において重要なのはチオールの部分である。

## 反応
補酵素Bはメタン発酵において、2-メチルチオエタンスルホン酸（CH3-S-CoM）と反応し、メタンを放出する。
CH3-S-CoM + HS-CoB → CH4 + CoB-S-S-CoM
この反応はメチル補酵素M還元酵素によって触媒され、これは補欠分子族の補因子F430を含む。
関連した補酵素Bと補酵素Mによる反応にフマル酸をコハク酸に還元する反応があり、これはフマル酸レダクターゼによって触媒される。
HS-CoM + HS-CoB + -O2CCH=CHCO2- →  -O2CCH2-CH2CO2-  +  CoB-S-S-CoM